# Gainneville
Gainneville é uma comuna francesa na região administrativa da Normandia, no departamento de Sena Marítimo. Estende-se por uma área de 4,65 km². Em 2010 a comuna tinha 2 584 habitantes (densidade: 555,7 hab./km²).